# Diphyllostomatidae
Diphyllostoma (anglicky false stag beetles-falešní roháči) jsou rod ve kterém jsou zastoupeny tři druhy vzácných brouků známých pouze z Kalifornie. O jejich způsobu života není téměř nic známo, kromě toho, že jsou denními tvory a samice nelétají. Larvy tohoto brouka dosud nebyly nalezeny.
Dosahují délky od 5 do 9 mm; tělo mají protáhlé, převážně tmavé až červeno-hnědé barvy. Jak tělo tak nohy mají pokryté dlouhým ochlupením.
Původně byli zařazováni do čeledi Lucanidae, avšak mají několik znaků, které je od roháčů odlišují, proto v roce 1972 Holloway navrhl oddělit čeleď Diphyllostomatidae, která je od té doby uznávána.

## Druhy
- D. fimbriata Fall, 1901
- D. linsleyi Fall, 1932
- D. nigricollis Fall, 1901